# Tristéarate de sorbitane
Le tristéarate de sorbitane (Span 65) est un tensioactif non ionique, ester de sorbitane. Il est diversement utilisé comme agent dispersant, émulsifiant et stabilisant (numéro E492) et dans les aérosols.